# Dentarius Locke
Dentarius Locke (né le 12 décembre 1989 à Tampa) est un athlète américain, spécialiste des épreuves de sprint.

## Biographie
Étudiant à l'Université de Floride, Dentarius Locke se distingue en juin 2013 lors des championnats NCAA d'athlétisme en descendant pour la première fois de sa carrière sous la barrière des dix secondes sur 100 mètres, en signant le temps de 9 s 97 (+ 1,9 m/s). En juillet, il se classe deuxième du meeting Herculis de Monaco, derrière son compatriote Justin Gatlin, et améliore d'un centième de seconde son record personnel (9 s 96). Il est sélectionné dans l'équipe du relais 4 × 100 m américain pour les championnats du monde 2013 de Moscou. 

### Records
| Épreuve | Performance        | Lieu   | Date            |
| ------- | ------------------ | ------ | --------------- |
| 100 m   | 9 s 96 (- 0,4 m/s) | Monaco | 19 juillet 2013 |